# Jamajský dolar
Zákonným platidlem na Jamajce je místní dolar. Zdejší měna má svůj název „dolar“ společný s měnami několika dalších států po celém světě. Jeho ISO 4217 kód JMD, jedna setina dolaru se nazývá cent. Jamajka používala až do roku 1969 jamajskou libru, dolar byl zaveden 8. září 1969.
Poté, co se Jamajka 6. srpna 1962 stala nezávislým státem, její tehdejší dependence Turks a Caicos a Kajmanské ostrovy se staly separátními zámořskými teritorii Spojeného království, ale nadále používaly jamajské platidlo - nejprve libru, následně dolar. Ten byl v roce 1972 nahrazen dolarem Kajmanských ostrovů, na Turks a Caicos získal status oficiálního platidla americký dolar.

## Mince a bankovky
Současné mince jsou raženy v hodnotách $1, $5, $10, $20. Na aversní straně všech mincí je vyobrazen státní znak Jamajky, na reversní straně jsou podobizny národních hrdinů. Bankovky dolaru jsou vydávány v hodnotách $50, $100, $500, $1000 a $5000 a mají jednotný rozměr 145 x 68 mm. Na přední straně bankovek jsou vyobrazeny významné osobnosti jamajských dějin, na zadní straně pak výjevy ze zdejší krajiny a různé přírodní památky.